# Gerdekhisar, Kelkit
Gerdekhisar là một xã thuộc huyện Kelkit, tỉnh Gümüşhane, Thổ Nhĩ Kỳ. Dân số thời điểm năm 2008 là 581 người.